# Contraplacat

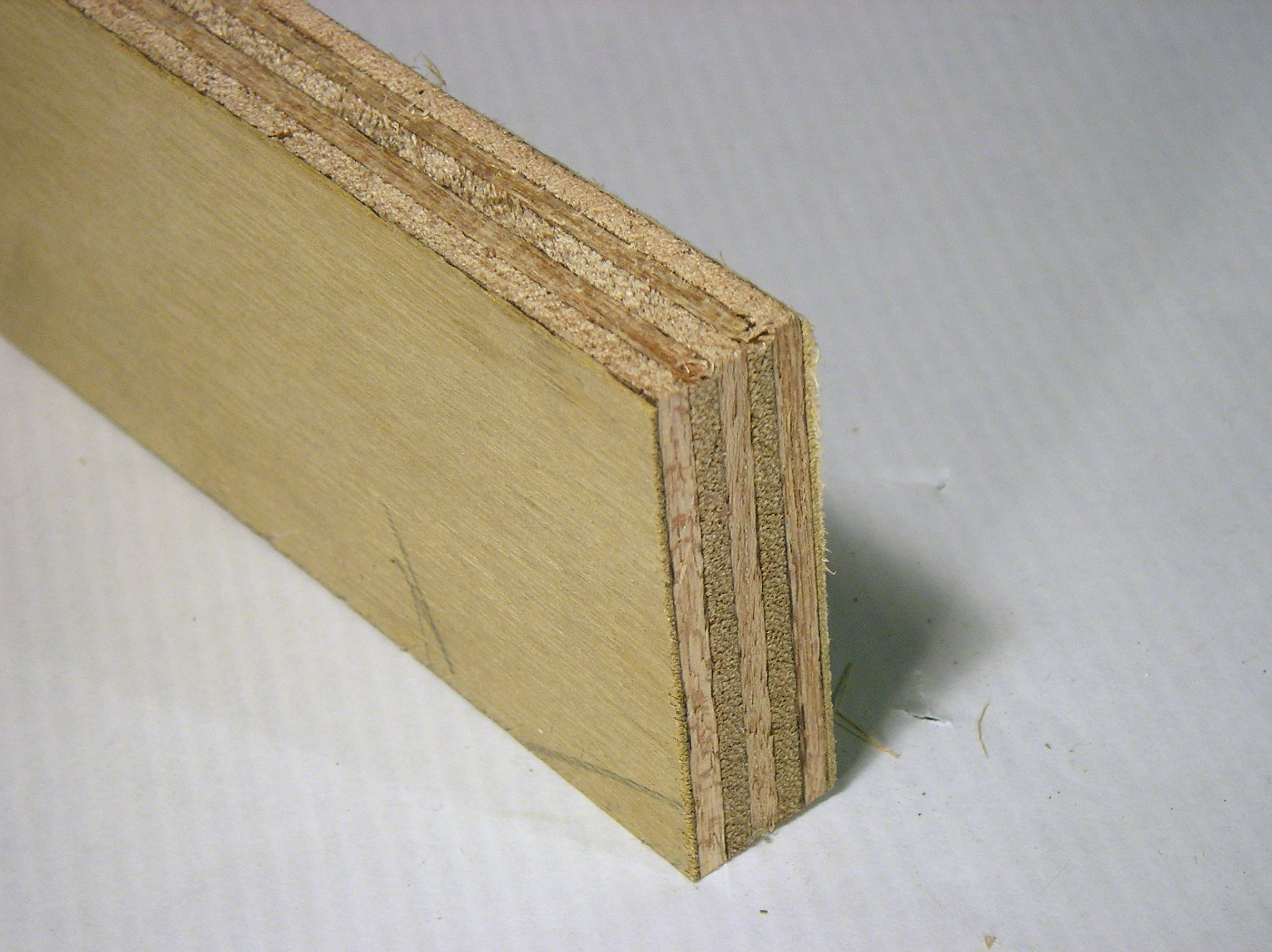
Primer pla d'un llistó de contraplacat

El principi de fer taulers contraplacats

El contraplacat és un tauler de fusta per a la construcció que es fa amb capes fines de fusta que es col·loquen les unes sobre les altres en la direcció de la veta alternada i s'encolen entre elles amb resines sintètiques a gran pressió i calor. Això els confereix major resistència mecànica i estabilitat bidimensional que un tauló de gruix equivalent però d'una sola capa. És molt resistent en totes direccions. Ans al contrari de la fusta laminada encreuada, feta de capes gruixudes, no té cap funció estructural.

## Elaboració
Els troncs de fusta són tallats en làmines mitjançant una màquina que els fa rotar mentre actua la serra. Les làmines o xapes de fusta obtingudes són tallades a mides apropiades. Aquestes es processen en una estufa industrial i llavors s'allisen i corregeixen les imperfeccions per deixar les làmines regulars per al procés d'encolat.
La unió de les diverses làmines (o plaques) formarà el tauler de contraplacat.

## Tipus de contraplacats
La presentació més comuna d'aquest material és en taulers de 4x8 peus, 1,22 x 2,44 metres, en gruixos que van dels 2,5 mm fins als 36 mm en gairebé qualsevol tipus de fusta, predominant les fustes toves. Hi ha una gran varietat de contraplacat de fusta.
Solen fer taulers de pi i avet per a ús industrial i la construcció. En els usos d'ebenisteria per la fabricació de mobles se solen xapar les plaques de contraplacat amb fullola, una fina capa de fustes decoratives com el roure vermell, el bedoll, l'auró o la caoba entre altres fustes dures.
Els taulers per a usos interiors sol presentar una resistència limitada a la humitat, en contrast, hi ha taulers en què s'usa coles especials basats en fenol - formaldehid, capaços de resistir la podridura i prevenir el fulleig de les capes del material, molt aptes per a ambients exteriors i marins o per encofrat és de formigó.
Existeix el "contraplacat d'aviació", molt resistent i lleuger, elaborat de caoba i/o bedoll, usat per fabricar avions. Un dels avions fabricats amb aquest material va ser el cèlebre bombarder britànic "De Havilland Mosquito" usat durant la segona guerra mundial. Aquesta tecnologia desenvolupada en la indústria aèria, va ser traslladada a la indústria del moble, per Gerrit Rietveld, Alvar Aalto i Charles Eames.

## Història dels contraplacats
Els contraplacats s'han fet durant milers d'anys. L'elaboració de contraplacat de fusta s'ha donat en diferents llocs i circumstàncies al llarg de la història de manera independent.
Els primers casos coneguts els trobem a l'antic Egipte, al voltant de 3500 aC, quan els articles de fusta sòlida es van fer amb xapes enganxades transversalment, ocasionat per la falta de bones fustes en aquesta zona. Això va ocasionar que es creessin taulers amb un substrat de fusta de baixa qualitat, i fustes fines en les vistes, amb l'agregat d'una millor resistència estructural. Un altre antecedent conegut en l'antiguitat és l'elaboració dels scutum romans.
Ja en èpoques més recents, exemples de l'ús de contraplacats són alguns dels mobles anglesos d'alta qualitat dels segles xviii i xix. Emmanuel Nobel va inventar el torn giratori per obtenir les fulles de fusta. Als Estats Units es va instal·lar la primera d'aquestes màquines a mitjan segle xix.
El contraplacat és un dels materials més ubics de la construcció, tot i que entra en competició amb els taulers d'encenalls orientats (OSB).
Una de les primeres fàbriques a produir en massa el contraplacat va ser la Portland Manufacturing Company, a Portland, a l'estat d'Oregon. L'amo, Thomas J. Autzen va ajudar a crear una tecnologia d'encaix que va permetre agilitzar l'assecatge i el procés de fabricació. Així el contraplacat va esdevenir un dels més abundants i assequibles materials de construcció.

## Contraplacat marí
El contraplacat marí es fabrica amb capes de cara i de nucli duradores, amb pocs defectes, per la qual cosa es manté més temps tant en condicions humides com d'immersió i resisteix als atacs de fuga d'aigua. Es fabricat per quedar be en ambients on estigui exposat a la humitat durant llargs períodes. Cada capa és de fusta dura tropical, té un buit insignificant al nucli, el que limita la possibilitat d'atrapar l'aigua a la fusta contraplacada i, per tant, proporcionar un enllaç sòlid i estable de cola. Utilitza una cola exterior (WBP) a prova d'aigua i de boil, similar a la majoria dels contraplacats d'exteriors.
El contraplacat marí es pot qualificar conforme amb la norma BS 1088, que és una norma britànica i IS: 710 és Bureau of Indian Standards (BIS) per a panells de qualitat marina. Hi ha poques normes internacionals per classificar la fusta contraplacada i la majoria dels estàndards són voluntaris. Alguns panells marines tenen un segell Lloyd's de Londres que certifica que compleix amb la norma BS 1088. Alguna fusta contraplacada també s'etiqueta basant-se en la fusta que s'utilitza per fabricar-la. Exemples d'això són okoumé o meranti.